# Luis Álamos
Luis Álamos Luque (né le 25 décembre 1923 à Chañaral au Chili et mort le 26 juin 1983 à Santiago) est un footballeur chilien, qui évoluait au poste de milieu de terrain, avant de devenir entraîneur.

## Biographie

### Carrière d'entraîneur
Il dirige l'équipe du Chili lors de la Coupe du monde 1966 puis lors de la Coupe du monde 1974.

## Palmarès
| Universidad de Chile - Championnat du Chili (4) : - Champion : 1959, 1962, 1964 et 1965. |  | Colo-Colo - Championnat du Chili (1) : - Champion : 1972. - Coupe du Chili (1) : - Vainqueur : 1974. - Copa Libertadores : - Finaliste : 1973. |